# 桃園煉油廠
桃園煉油廠為台灣中油公司煉製事業部所屬的石油煉製廠之一，主廠區位於桃園市龜山區南上里，面積約480公頃。另外還有五股油庫與沙崙油庫，供應台中以北所需的油料。
台灣中油公司為配合國家經濟發展及國內油品需求，於1970年開始籌劃建廠，1977年6月正式生產，供應臺灣北部地區所需油料。
桃園煉油廠目前產能為日煉20萬桶原油。員工人數約1500人。

## 沿革

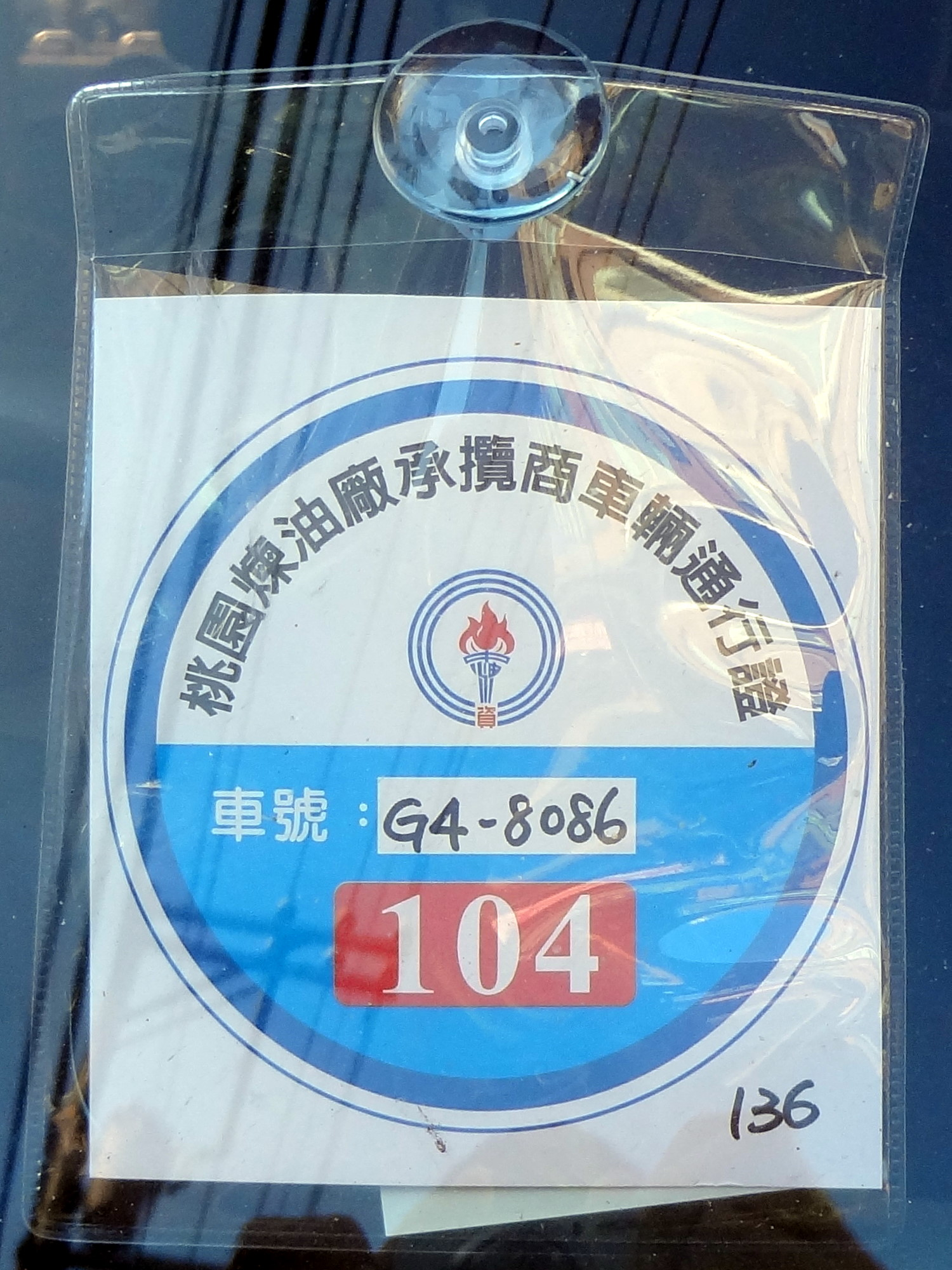
桃園煉油廠通行證

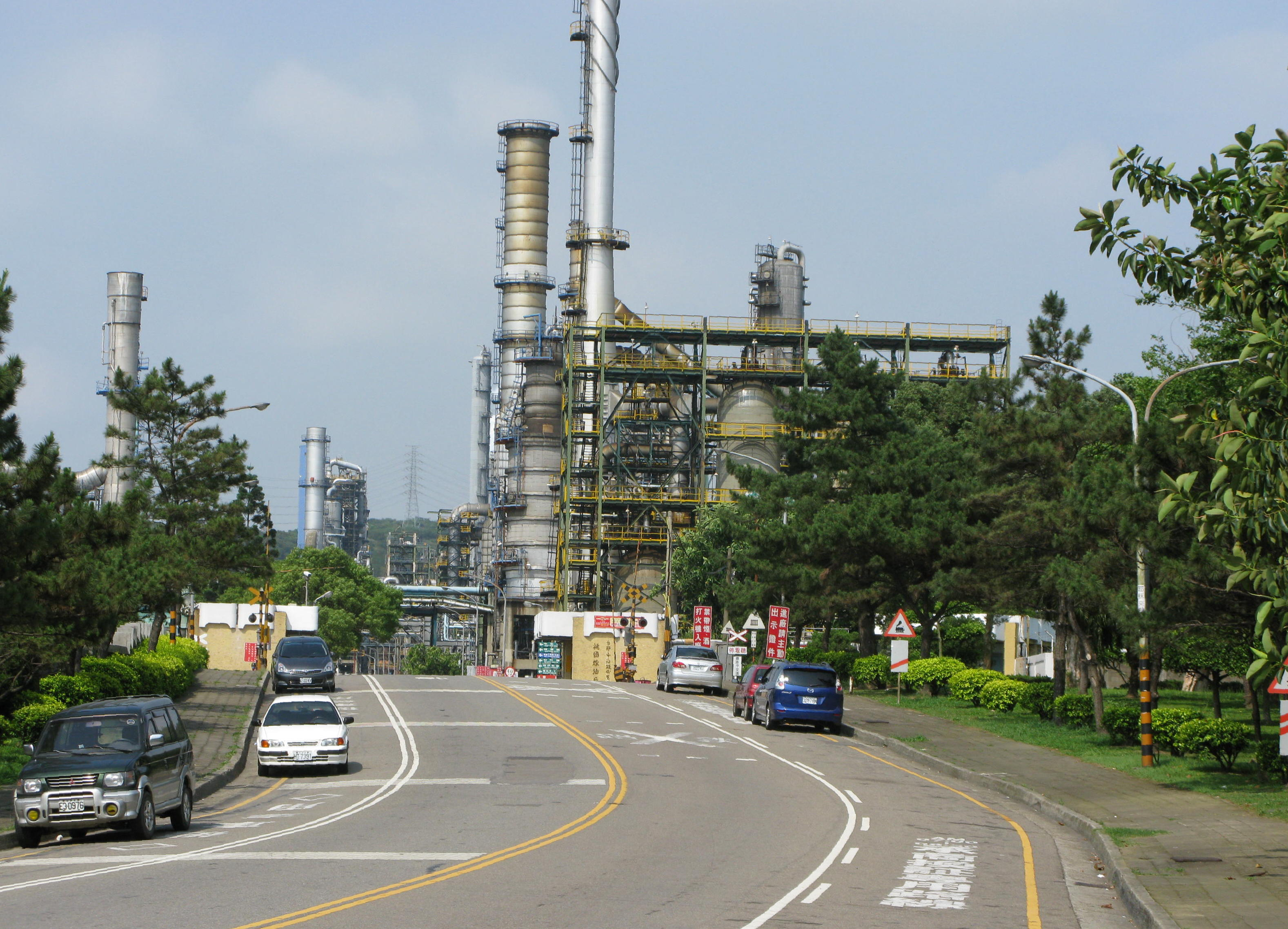
桃園煉油廠外觀

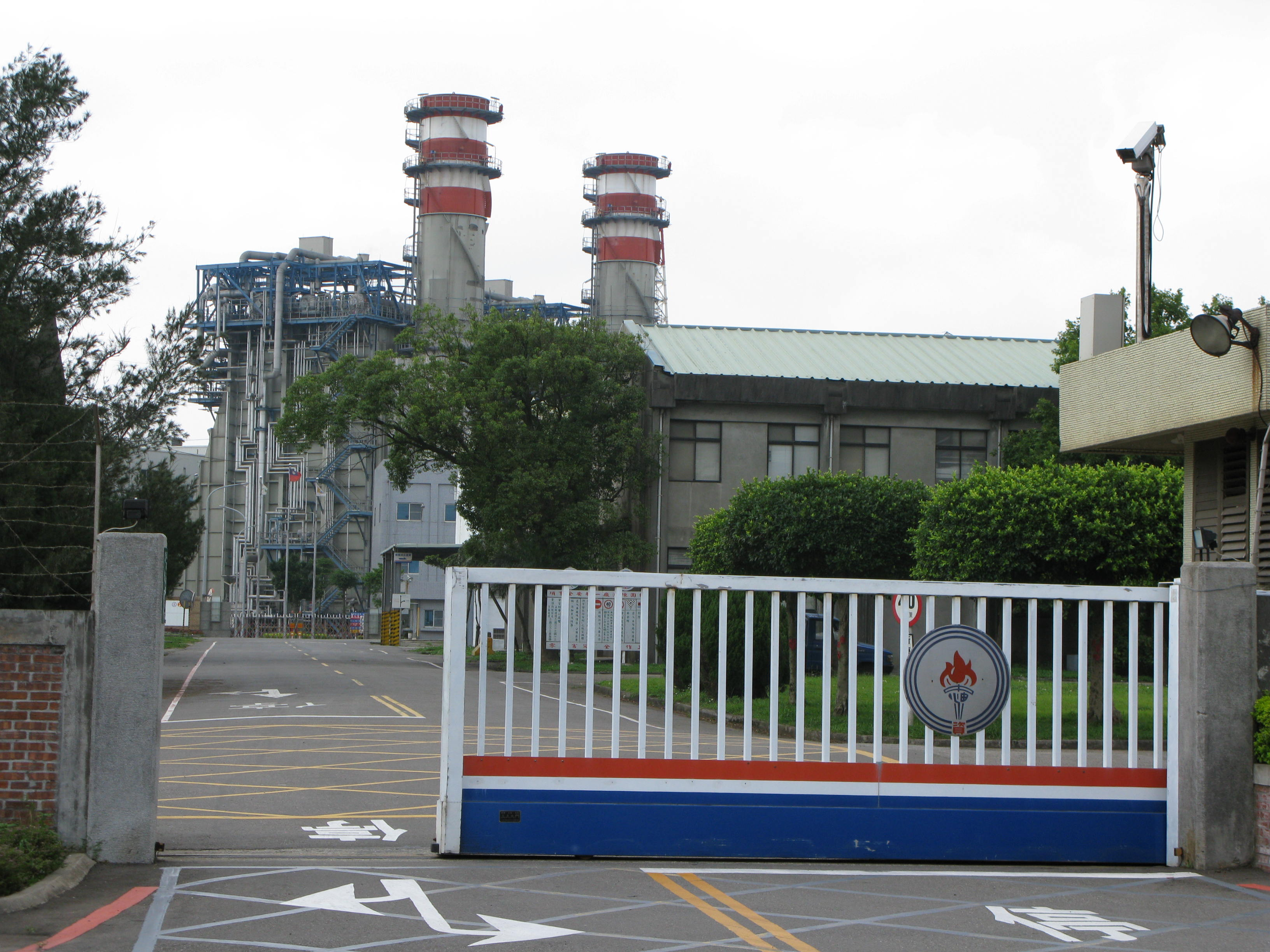
桃園煉油廠外觀

- 民國59年（1970年）起，為配合國家經濟建設發展，開始規劃桃園煉油廠以供應國內油品需求。
- 民國61年（1972年）3月，選定廠址於現今的龜山區南上里，隨即展開土木工程、基礎建設和機械設備安裝。
- 民國66年（1977年）4月，桃園煉油廠正式投產，開始供應北部地區所需的油料。
- 民國73年（1984年），興建製氣油脫硫工場。
- 民國76年（1987年），興建第一重油脫硫工場，生產低硫燃料油。
- 民國79年（1990年），完成第二重油脫硫工場。
- 民國90年（2001年），規劃生產低苯、低芳香烴含量的汽油，以改善空氣品質。
- 民國97-98年（2008-2009年），興建裂解汽油加氫脫硫單元和柴油工場去瓶頸工程，生產低硫汽柴油，提升油品品質。
- 民國104年（2015年），興建廢氣回收單元，降低廢氣燃燒塔的排放。

發展歷史顯示，桃園煉油廠持續擴建和升級設施，以滿足台灣北部地區的油料需求，並致力於改善環境保護和油品品質。

## 廠區設施
桃園煉油廠設有環保設備-FGRS（廢氣回收至燃料氣系統），FGRS（廢氣回收至燃料氣系統）是桃園煉油廠為實現環境永續目標所設置的關鍵環保措施。將煉油過程中產生的廢氣轉化為可利用的能源，有效減少排放，並提升能源使用效率。於民國107年（2018年）完工，成為全國第一座廢氣全回收的工廠。
FGRS系統處理的廢氣種類，包含：
- 原油蒸餾、觸媒裂化等製程產生的尾氣
- 儲槽呼吸排放的蒸氣
- 裝卸車排放的蒸氣

FGRS系統運作流程如下：
1. 廢氣攔截及計量：在排放到燃燒塔之前，來自各工場的廢氣會先被管線攔截，並透過流量計進行計量。此外，系統還設有POV關斷閥來提供保護措施。
2. 廢氣加壓：FGRS系統採用稱為 "液體噴射器（Liquid Jet Ejector）" 的技術對廢氣進行加壓。過程中，高壓循環水自噴射器頂端進入，將從側端吸入的廢氣加壓。
3. 三相分離：加壓後的氣液混合物會進入三相分離槽，將水相、氣相和油相分離。
4. 硫化氫去除：分離出的氣相會被送往胺液吸收塔 ，利用胺液吸收處理，去除其中的硫化氫 (H2S)。
5. 品質管控：控制室操作員或領班會監控回收燃料氣的硫化氫含量，確保其符合標準 (≤ 80 ppm)。如果超過標準，就會啟動品質異常處理程序。
6. 燃料氣系統：淨化後的氣體，符合燃料氣標準後，將會被送往燃料氣系統，作為燃料使用。

FGRS系統的效益則有：
- 減少廢氣排放：有效降低煉油過程中產生的廢氣排放量，改善周邊環境空氣品質。
- 提高能源效率：將廢氣轉化為可利用的燃料，減少燃料消耗，提升能源利用效率。
- 降低環境影響：減少廢氣排放和能源消耗，降低對環境的整體影響，促進永續發展。

桃園煉油廠持續投入資金和技術，不斷改善 FGRS 系統的效率和安全性，並積極研發新技術，以進一步減少環境影響。FGRS 系統是桃園煉油廠實踐環境友善政策、創造廠區與周邊社區雙贏局面的具體行動，展現中油公司對環境保護和永續發展的承諾。

## 汙染與工安事件
1997年5月29日，第二重油脫硫工廠發生爆炸，隔日，附近居民及時任桃園市長李信宏到場呼應民眾訴求，立委朱鳳芝呼籲中油應有人下台負責。
1998年5月10日發生火警。
2003年1月22日，第二重油脫硫工場發生火警。
2009年7月17日，發生燃油噴出意外波及附近民宅。
2014年5月21日，因豪大雨造成工業廢水逕流。
2018年1月29日6:40，第二柴油加氫脫硫工場管線破裂爆炸，起火燃燒，雖沒有造成人員傷亡，但因未落實安全管理之責，後遭監察院提案糾正。
2018年10月上旬，因輕質摻配料品質不良導致95無鉛汽油銅片測試不良，中油承諾若車主因使用不良油品造成之車輛損害將予以從寬認定並賠償，亦會賠償加盟加油站因抽換油導致停止供售之營業損失。